# Catalunya (stacja metra)
Catalunya – największa stacja metra w Barcelonie, na linii 1, 3, 6 i 7. Stacja została otwarta w 1926.